# Simonetta Sommaruga
Simonetta Sommaruga (Zug, 14 mei 1960) is een Zwitserse politica voor de Sociaaldemocratische Partij van Zwitserland (SP/PS) uit het kanton Bern. Van 1 november 2010 tot 31 december 2022 was zij lid van de Bondsraad. Zij was bondspresident van Zwitserland in 2015 en 2020.

## Biografie

### Opleiding
Sommaruga is opgeleid tot pianiste in Luzern, Californië en Rome. Van 1988 tot 1991 studeerde ze Engelse taal en romanistiek aan de tweetalig Frans-Duitse Universiteit van Fribourg.
Sommaruga was van 1993 tot 1999 CEO van de Zwitserse Stichting voor Consumentenbescherming, hetgeen het uitgangspunt van haar politieke carrière was. Tot 2010 was ze president van zowel de Zwitserse Stichting voor Consumentenbescherming als de ontwikkelingsorganisatie Swissaid.

### Politica

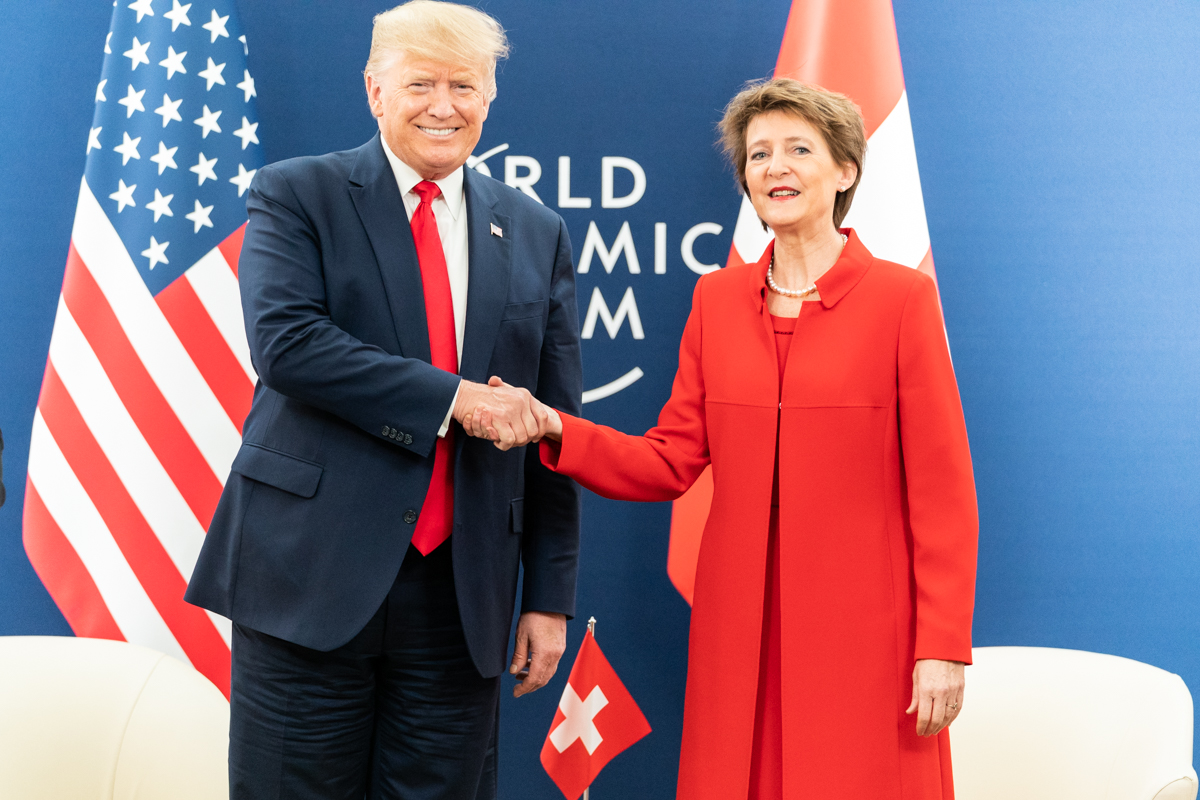
Bondspresidente Sommaruga en de Amerikaanse president Donald Trump op het World Economic Forum. Davos, 21 januari 2020.

De eerste bestuurlijke ervaring kreeg ze als lid van de gemeenteraad van Köniz. Van 1999 tot 2003 maakte ze deel uit van de Nationale Raad. Sinds 2003 zetelde ze in de Kantonsraad.
Op 22 september 2010 werd Sommaruga met 159 stemmen in de vierde kiesronde in de Bondsraad gekozen als opvolgster van Moritz Leuenberger. Zij kreeg het Departement van Justitie en Politie toegewezen, dat ze zou leiden tot 31 december 2018. Vanaf 1 januari 2019 staat ze aan het hoofd van het Departement van Milieu, Verkeer, Energie en Communicatie. Op 3 december 2014 werd Sommaruga verkozen tot bondspresident van Zwitserland voor het jaar 2015. In december 2019 werd zij verkozen tot bondspresidente voor het jaar 2020, het jaar van de coronacrisis in Zwitserland. Op 2 november 2022 kondigde ze haar ontslag uit de Bondsraad aan.

## Persoonlijk
Sommaruga is getrouwd met de schrijver Lukas Hartmann.